# Ronda 4 de 2008 da Superleague Fórmula

A 4ª Ronda de 2008 da Superleague Fórmula foi realizada no fim-de-semana de 18 e 19 de Outubro de 2008 no Autódromo do Estoril, em Portugal. A 1ª corrida foi vencida pelo clube inglês Liverpool F.C., com o espanhol Adrián Vallés ao comando. A 2ª corrida foi vencida pelo único clube árabe do campeonato, o Al Ain FC, com o piloto holandês Paul Meijer ao volante.

## Resultados[1]

### Qualificação

#### Grupo A
| Pos. | Clube              | Equipa de Automobilismo | Piloto                | Tempo    |
| ---- | ------------------ | ----------------------- | --------------------- | -------- |
| 1    | A.S. Roma          | FMS International       | Franck Perera         | 1:25.881 |
| 2    | Beijing Guoan      | Zakspeed                | Davide Rigon          | 1:27.071 |
| 3    | F.C. Porto         | Alan Docking Racing     | Tristan Gommendy      | 1:27.105 |
| 4    | Borussia Dortmund  | Zakspeed                | Enrico Toccacelo      | 1:27.175 |
| 5    | R.S.C. Anderlecht  | Team Astromega          | Craig Dolby           | 1:27.303 |
| 6    | Atlético de Madrid | EuroInternational       | Andy Soucek           | 1:27.447 |
| 7    | PSV Eindhoven      | Azerti Motorsport       | Yelmer Buurman        | 1:27.529 |
| 8    | Galatasaray S.K.   | Scuderia Playteam       | Alessandro Pier Guidi | 1:27.733 |
| 9    | Al Ain FC          | Azerti Motorsport       | Paul Meijer           | 1:28.396 |

#### Grupo B
| Pos. | Clube                  | Equipa de Automobilismo | Piloto           | Tempo    |
| ---- | ---------------------- | ----------------------- | ---------------- | -------- |
| 1    | Olympiacos CFP         | GU-Racing International | Kasper Andersen  | 1:26.761 |
| 2    | Liverpool F.C.         | Hitech Junior Team      | Adrián Vallés    | 1:26.791 |
| 3    | A.C. Milan             | Scuderia Playteam       | Robert Doornbos  | 1:26.866 |
| 4    | SC Corinthians         | EuroInternational       | Antônio Pizzonia | 1:27.150 |
| 5    | FC Basel               | GU-Racing International | Max Wissel       | 1:27.190 |
| 6    | Sevilla FC             | GTA Motor Competicion   | Borja García     | 1:27.249 |
| 7    | Rangers F.C.           | Alan Docking Racing     | Ryan Dalziel     | 1:27.828 |
| 8    | CR Flamengo            | Team Astromega          | Tuka Rocha       | 1:28.072 |
| 9    | Tottenham Hotspur F.C. | GTA Motor Competicion   | Dominik Jackson  | 1:29.213 |

##### Quadro de Eliminatórias
|  | Quartas de final                                       | Quartas de final                                       |                                              |          | Semifinais | Semifinais |  |  | Final | Final |
|  |                                                        |                                                        |                                              |          |            |            |  |  |       |       |
|  | A1-B4                                                  |                                                        |                                              |          |            |            |  |  |       |       |
|  |                                                        |                                                        |                                              |          |            |            |  |  |       |       |
|  | A.S. Roma Franck Perera FMS International              | 1:26.469                                               |                                              |          |            |            |  |  |       |       |
|  | A.S. Roma Franck Perera FMS International              | 1:26.469                                               | A1-B2                                        |          |            |            |  |  |       |       |
|  | SC Corinthians Antônio Pizzonia EuroInternational      | 1:27.184                                               |                                              |          |            |            |  |  |       |       |
|  | SC Corinthians Antônio Pizzonia EuroInternational      | 1:27.184                                               | A.S. Roma Franck Perera FMS International    | 1:25.670 |            |            |  |  |       |       |
|  | A3-B2                                                  |                                                        | A.S. Roma Franck Perera FMS International    | 1:25.670 |            |            |  |  |       |       |
|  |                                                        | Liverpool F.C. Adrián Vallés Hitech Junior Team        | 1:25.726                                     |          |            |            |  |  |       |       |
|  | FC Porto Tristan Gommendy Alan Docking Racing          | Liverpool F.C. Adrián Vallés Hitech Junior Team        | 1:25.726                                     | 1:27.129 |            |            |  |  |       |       |
|  | FC Porto Tristan Gommendy Alan Docking Racing          |                                                        | A1-B3                                        | 1:27.129 |            |            |  |  |       |       |
|  | Liverpool F.C. Adrián Vallés Hitech Junior Team        | 1:26.785                                               |                                              |          |            |            |  |  |       |       |
|  | Liverpool F.C. Adrián Vallés Hitech Junior Team        | 1:26.785                                               | A.S. Roma Franck Perera FMS International    | 1:26.368 |            |            |  |  |       |       |
|  | A2-B3                                                  |                                                        | A.S. Roma Franck Perera FMS International    | 1:26.368 |            |            |  |  |       |       |
|  |                                                        | A.C. Milan Robert Doornbos Scuderia Playteam           | 1:26.715                                     |          |            |            |  |  |       |       |
|  | Beijing Guoan Davide Rigon Zakspeed                    | A.C. Milan Robert Doornbos Scuderia Playteam           | 1:26.715                                     | 1:26.294 |            |            |  |  |       |       |
|  | Beijing Guoan Davide Rigon Zakspeed                    | B3-B1                                                  |                                              | 1:26.294 |            |            |  |  |       |       |
|  | A.C. Milan Robert Doornbos Scuderia Playteam           | 1:26.020                                               |                                              |          |            |            |  |  |       |       |
|  | A.C. Milan Robert Doornbos Scuderia Playteam           | 1:26.020                                               | A.C. Milan Robert Doornbos Scuderia Playteam | 1:25.879 |            |            |  |  |       |       |
|  | A4-B1                                                  |                                                        | A.C. Milan Robert Doornbos Scuderia Playteam | 1:25.879 |            |            |  |  |       |       |
|  |                                                        | Olympiacos CFP Kasper Andersen GU-Racing International | 1:26.014                                     |          |            |            |  |  |       |       |
|  | Borussia Dortmund Enrico Tocaccelo Zakspeed            | Olympiacos CFP Kasper Andersen GU-Racing International | 1:26.014                                     | 1:27.653 |            |            |  |  |       |       |
|  | Borussia Dortmund Enrico Tocaccelo Zakspeed            |                                                        |                                              | 1:27.653 |            |            |  |  |       |       |
|  | Olympiacos CFP Kasper Andersen GU-Racing International | 1:26.373                                               |                                              |          |            |            |  |  |       |       |
|  | Olympiacos CFP Kasper Andersen GU-Racing International | 1:26.373                                               |                                              |          |            |            |  |  |       |       |

### Corridas

#### Corrida 1

##### Grelha de Partida
| Pos. | Clube                  | Equipa de Automobilismo | Piloto                | Tempo    |
| ---- | ---------------------- | ----------------------- | --------------------- | -------- |
| 1    | A.S. Roma              | FMS International       | Franck Perera         | 1:26.368 |
| 2    | A.C. Milan             | Scuderia Playteam       | Robert Doornbos       | 1:26.715 |
| 3    | Olympiacos CFP         | GU-Racing International | Kasper Andersen       | 1:26.014 |
| 4    | Liverpool F.C.         | Hitech Junior Team      | Adrián Vallés         | 1:25.726 |
| 5    | F.C. Porto             | Alan Docking Racing     | Tristan Gommendy      | 1:27.129 |
| 6    | Beijing Guoan          | Zakspeed                | Davide Rigon          | 1:26.294 |
| 7    | Borussia Dortmund      | Zakspeed                | Enrico Toccacelo      | 1:27.653 |
| 8    | SC Corinthians         | EuroInternational       | Antônio Pizzonia      | 1:27.184 |
| 9    | R.S.C. Anderlecht      | Team Astromeg           | Craig Dolby           | 1:27.303 |
| 10   | FC Basel               | Team Astromega          | Max Wissel            | 1:27.190 |
| 11   | Atlético de Madrid     | EuroInternational       | Andy Soucek           | 1:27.447 |
| 12   | Sevilla FC             | GTA Motor Competicion   | Borja García          | 1:27.249 |
| 13   | PSV Eindhoven          | Azerti Motorsport       | Yelmer Buurman        | 1:27.529 |
| 14   | Rangers F.C.           | Alan Docking Racing     | Ryan Dalziel          | 1:27.828 |
| 15   | Galatasaray S.K.       | Scuderia Playteam       | Alessandro Pier Guidi | 1:27.733 |
| 16   | CR Flamengo            | Team Astromega          | Tuka Rocha            | 1:28.072 |
| 17   | Al Ain FC              | Azerti Motorsport       | Paul Meijer           | 1:28.396 |
| 18   | Tottenham Hotspur F.C. | GTA Motor Competicion   | Dominik Jackson       | 1:29.213 |

| Cor | Observação                       |
| --- | -------------------------------- |
|     | Disputa pela pole                |
|     | Eliminados na semi-final         |
|     | Eliminados nas quartas-de-finais |
|     | Eliminados na 1ª fase            |

##### Classificação
| Pos                                                                            | Clube                  | Equipa de Automobilismo | Piloto                | Voltas | Tempo/Aband.     | Grelha | Pts. |
| ------------------------------------------------------------------------------ | ---------------------- | ----------------------- | --------------------- | ------ | ---------------- | ------ | ---- |
| 1                                                                              | Liverpool F.C.         | Hitech Junior Team      | Adrián Vallés         | 31     | 46:44.582        | 4      | 50   |
| 2                                                                              | A.C. Milan             | Scuderia Playteam       | Robert Doornbos       | 31     | +0.948           | 2      | 45   |
| 3                                                                              | A.S. Roma              | FMS International       | Franck Perera         | 31     | +2.067           | 1      | 40   |
| 4                                                                              | SC Corinthians         | EuroInternational       | Antônio Pizzonia      | 31     | +3.108           | 8      | 36   |
| 5                                                                              | Beijing Guoan          | Zakspeed                | Davide Rigon          | 31     | +8.918           | 6      | 32   |
| 6                                                                              | Atlético de Madrid     | EuroInternational       | Andy Soucek           | 31     | +9.243           | 11     | 29   |
| 7                                                                              | Galatasaray S.K.       | [[Scuderia Playteam     | Alessandro Pier Guidi | 31     | +20.472          | 15     | 26   |
| 8                                                                              | Sevilla FC             | GTA Motor Competicion   | Borja García          | 31     | +37.745          | 12     | 23   |
| 9                                                                              | PSV Eindhoven          | Azerti Motorsport       | Yelmer Buurman        | 31     | +38.932          | 13     | 20   |
| 10                                                                             | Olympiacos CFP         | GU-Racing International | Kasper Andersen       | 31     | +41.163          | 3      | 18   |
| 11                                                                             | CR Flamengo            | Team Astromega          | Tuka Rocha            | 31     | +1:14.376        | 16     | 16   |
| 12                                                                             | Al Ain FC              | Azerti Motorsport       | Paul Meijer           | 31     | +1:14.914        | 17     | 14   |
| 13                                                                             | Rangers F.C.           | Alan Docking Racing     | Ryan Dalziel          | 31     | +1:29.690        | 14     | 12   |
| 14                                                                             | R.S.C. Anderlecht      | Team Astromega          | Craig Dolby           | 30     | +1 Volta         | 9      | 10   |
| 15                                                                             | Tottenham Hotspur F.C. | GTA Motor Competicion   | Dominik Jackson       | 30     | +1 Volta         | 18     | 8    |
| 16 (NA)                                                                        | F.C. Porto             | Alan Docking Racing     | Tristan Gommendy      | 25     | Bomba Hidráulica | 5      | 7    |
| 17 (NA)                                                                        | Borussia Dortmund      | Zakspeed                | Enrico Toccacelo      | 1      | Acidente         | 7      | 6    |
| 18 (NA)                                                                        | FC Basel               | GU-Racing International | Max Wissel            | 0      | Acidente         | 10     | 5    |
| Volta mais rápida: Atlético de Madrid, EuroInternational, Andy Soucek 1:26.711 |                        |                         |                       |        |                  |        |      |

Nota: NC: Não começou a corrida; NA: Não acabou a corrida

#### Corrida 2
Nota: A grelha de partida para a 2ª Corrida corresponde à inversão total das posições finais da 1ª Corrida (por exemplo: o último da 1ª Corrida partirá em 1º para a 2ª Corrida)
| Pos                                                                       | Clube                  | Equipa de Automobilismo | Piloto                | Voltas | Tempo/Aband.     | Grelha | Pts. |
| ------------------------------------------------------------------------- | ---------------------- | ----------------------- | --------------------- | ------ | ---------------- | ------ | ---- |
| 1                                                                         | Al Ain FC              | Azerti Motorsport       | Paul Meijer           | 30     | 45:59.268        | 7      | 50   |
| 2                                                                         | A.C. Milan             | Scuderia Playteam       | Robert Doornbos       | 30     | +1.859           | 17     | 45   |
| 3                                                                         | Galatasaray S.K.       | Scuderia Playteam       | Alessandro Pier Guidi | 30     | +5.447           | 12     | 40   |
| 4                                                                         | SC Corinthians         | EuroInternational       | Antônio Pizzonia      | 30     | +5.749           | 15     | 36   |
| 5                                                                         | Beijing Guoan          | Zakspeed                | Davide Rigon          | 30     | +15.566          | 14     | 32   |
| 6                                                                         | Borussia Dortmund      | Zakspeed                | Enrico Toccacelo      | 30     | +17.757          | 2      | 29   |
| 7                                                                         | Sevilla FC             | GTA Motor Competicion   | Borja García          | 30     | +21.363          | 11     | 26   |
| 8                                                                         | PSV Eindhoven          | Azerti Motorsport       | Yelmer Buurman        | 30     | +22.138          | 10     | 23   |
| 9                                                                         | R.S.C. Anderlecht      | Team Astromega          | Craig Dolby           | 30     | +22.891          | 5      | 20   |
| 10                                                                        | CR Flamengo            | Team Astromega          | Tuka Rocha            | 30     | +40.439          | 8      | 18   |
| 11                                                                        | Tottenham Hotspur F.C. | GTA Motor Competicion   | Dominik Jackson       | 30     | +1:02.199        | 4      | 16   |
| 12                                                                        | Liverpool F.C.         | Hitech Junior Team      | Adrián Vallés         | 29     | +1 Volta         | 18     | 14   |
| 13 (NA)                                                                   | Olympiacos CFP         | GU-Racing International | Kasper Andersen       | 23     | Mudanças         | 9      | 12   |
| 14 (NA)                                                                   | FC Basel               | GU-Racing International | Max Wissel            | 20     | NA               | 1      | 10   |
| 15 (NA)                                                                   | Rangers F.C.           | Alan Docking Racing     | Ryan Dalziel          | 5      | Acidente         | 6      | 8    |
| 16 (NA)                                                                   | A.S. Roma              | FMS International       | Franck Perera         | 4      | Acidente         | 16     | 7    |
| 17 (NA)                                                                   | Atlético de Madrid     | EuroInternational       | Andy Soucek           | 0      | Motor            | 13     | 6    |
| NC                                                                        | F.C. Porto             | Alan Docking Racing     | Tristan Gommendy      | 0      | Bomba Hidráulica | 3      | 0    |
| Volta mais rápida: Borussia Dortmund, Zakspeed, Enrico Toccacelo 1:28.491 |                        |                         |                       |        |                  |        |      |

Nota: NC: Não começou a corrida; NA: Não acabou a corrida

## Tabela do campeonato após a corrida
Nota: Só as cinco primeiras posições estão incluídas na tabela.
| Pos | Clube | Equipa de Automobilismo | Piloto | Pontos |
| --- | ----- | ----------------------- | ------ | ------ |
| 1   |       |                         |        |        |
| 2   |       |                         |        |        |
| 3   |       |                         |        |        |
| 4   |       |                         |        |        |
| 5   |       |                         |        |        |

## Ver Também
Autódromo do Estoril